# Vescisa uniformis
Vescisa uniformis är en fjärilsart som beskrevs av W. Warren 1913. Vescisa uniformis ingår i släktet Vescisa och familjen nattflyn. Inga underarter finns listade i Catalogue of Life.